# 西南手参
西南手参（学名：Gymnadenia orchidis）为兰科手参属下的一个种。